# Thomas Hickman Williams
Thomas Hickman Williams, född 20 januari 1801 i Williamson County, Tennessee, död 3 maj 1851 i Pontotoc County, Mississippi, var en amerikansk politiker (demokrat).
Williams gick i skola i Tennessee och flyttade sedan till Mississippi. Han var verksam som plantageägare. Senator James F. Trotter avgick 1838 och efterträddes av Williams. Han efterträddes följande år av whigpartiets John Henderson.
Han var ansvarig för administrationen vid University of Mississippi (både secretary of the university och treasurer of the university) under universitetets första år och kallas "Father of the State University" för rollen han spelade vid universitetets grundande.
Williams grav finns på familjekyrkogården Williams Cemetery i Pontotoc County.